# Neorickettsia helminthoeca
Neorickettsia helminthoeca — вид бактерій, що є збудником смертельного захворювання отруєння лососем у собак. Бактерії живуть у личинках плоских червів Nanophyetus salmincola, проміжним господарем яких є равлик Oxytrema plicifer, а кінцевим — лосось, форель та саламандри. Якщо собака з'їсть сиру рибу, що заражена паразитами, личинки прикріплюються до стінок кишечника собаки, і виділяються бактерії Neorickettsia helminthoeca, викликаючи важкі шлунково-кишкові захворювання та системну інфекцію. Симптоми отруєння починаються приблизно через тиждень після вживання лосося і включають блювоту, діарею, втрату апетиту, депресію, високу температуру та збільшення лімфатичних вузлів. Без лікування смертність досягає 90 %. Смерть настає через сім-десять днів після появи симптомів. Хвороба поширена лише на заході Північної Америки.